# Erupción del Hunga Tonga de 2022
La erupción del volcán Hunga Tonga-Hunga Ha'apai de 2022 se inició el 20 de diciembre de 2021 y tuvo un importante evento explosivo el 15 de enero en el insular Reino de Tonga en el océano Pacífico. Como consecuencia de la erupción de este volcán submarino, se produjo un tsunami que afectó las costas de las islas de dicho país y de Fiyi, y se alertó de tsunami en  América Central, Australia, Chile, Ecuador,  la costa Oeste de los Estados Unidos, Japón,  la península de Baja California en México, Nueva Zelanda, Perú, las islas Kuriles en Rusia y Samoa. La alerta de tsunami en Tonga, horas antes, produjo una evacuación masiva de los habitantes hacia las zonas más elevadas del territorio, que evitó así mayores pérdidas humanas. El evento es la mayor erupción volcánica del siglo XXI hasta la fecha.

## Antecedentes
Después de que el volcán estuviese  inactivo desde 2014, el Hunga Tonga entró en erupción el 20 de diciembre de 2021, enviando partículas a la estratósfera, acompañado de una gran columna de ceniza que era visible desde Nukualofa, la capital de Tonga, a unos 70 kilómetros del volcán. El Volcanic Ash Advisory Center (VAAC) en Wellington, Nueva Zelanda, emitió un aviso a las aerolíneas. Se escucharon las explosiones hasta 170 kilómetros de distancia. Esta erupción inicial terminó a las 02:00 horas del 21 de diciembre. La actividad volcánica continuó y, el 25 de diciembre, la isla había aumentado de tamaño en las imágenes de satélite. A medida que disminuyó la actividad en la isla, se declaró inactiva el 11 de enero de 2022.

## Erupciones

Observación del GOES 17 al Pacífico Sur por cuatro horas durante la erupción del volcán.

Una primera erupción de gran tamaño se registró el 14 de enero de 2022, lanzando una nube de cenizas de 20 km de alto hacia la atmósfera.
Al día siguiente, otra erupción considerablemente mayor en dimensiones ocurrió alrededor de las 17:00 horas (4:00 UTC). Las cenizas de la erupción tocaron tierra en la isla principal de Tongatapu, logrando incluso tapar el Sol. Las explosiones volcánicas fueron audibles a decenas de kilómetros a la redonda, encendiendo las alertas de las autoridades locales. Los residentes de Fiyi describieron los estruendos similares a los hechos por los truenos. Las explosiones pudieron ser escuchadas en la isla Norte de Nueva Zelanda, así como también en la costa este de Australia. Desde el espacio, una columna eruptiva muy ancha y con ondas de choque pudo ser captada por los satélites propagándose a través del Pacífico.
Las observaciones preliminares mostraron que la columna inyectó 400 000 toneladas de dióxido de azufre a la estratosfera y era poco probable un enfriamiento global aunque si podría tenerlo en el hemisferio sur en los que pueden esperar puestas de sol púrpura unos meses después de la erupción. Es probable que se registren temperaturas más frías hasta la primavera. 2 investigadores del Centro Nacional de Investigación Científica de Francia, usaron un algoritmo que permite detectar y localizar una erupción volcánica casi en tiempo real y con la ayuda de ecuaciones que describen las erupciones, calcularon su tamaño, según los cálculos en este evento se expulsaron un total de 10 km³ con una altura de columna estimada por la NASA en 55 km. Este evento podría clasificarse como IEV 6.[cita requerida]

## Tsunami

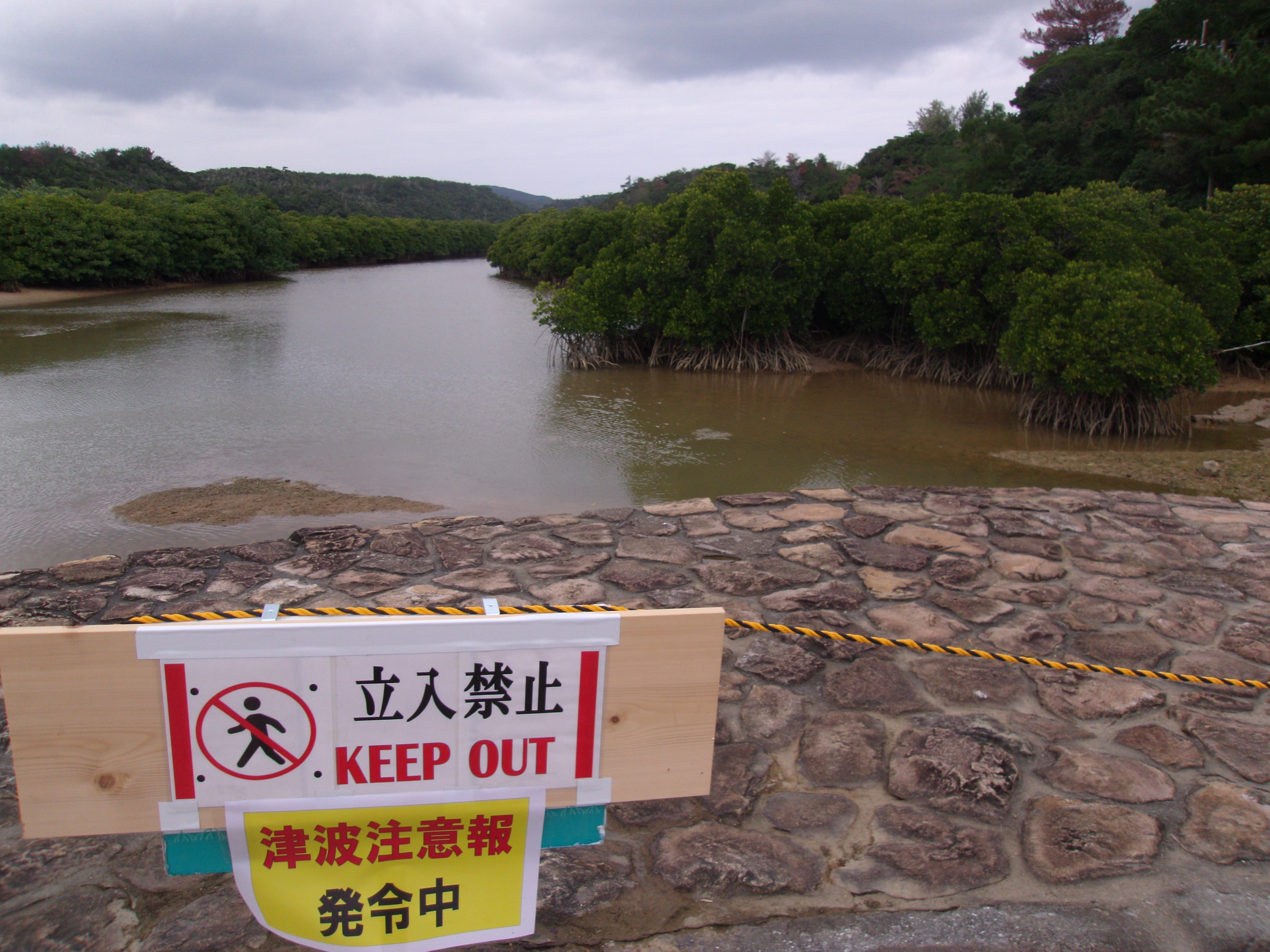
Un cartel de advertencia de tsunami en el bosque de manglares de Bahía Gesashi, prefectura de Okinawa, Japón.

El 14 de enero a las 11:12 (TOT), el Centro Nacional de Alerta de Tsunami de los Servicios Meteorológicos de Tonga emitió una alerta de tsunami debido a actividad volcánica. A las 13:30 de ese mismo día, las oficinas gubernamentales fueron cerradas, y se recomendó a la población mantenerse alejada de la costa, así como evitar nadar o pescar. La actividad volcánica disminuyó después de esa erupción y la advertencia fue levantada en la madrugada del 15 de enero. En la noche del 15 de enero se emitió una nueva alerta para todo el país, y las sirenas de advertencia resonaron en Nukualofa mientras las autoridades instaban a los residentes a buscar refugio en terrenos más altos.
Como resultado de la erupción del 15 de enero, un terremoto de magnitud 5.8, y un tsunami golpearon la isla principal del país, Tongatapu. Los mareógrafos de la capital registraron olas de 1,5 a 2 metros de altura. El rey Tupou VI fue evacuado del palacio real y trasladado a la villa de Mata Ki Eua. Asimismo, se produjeron atascos de tráfico cuando los lugareños huyeron a terrenos elevados.

## Meteotsunami
Además del tsunami, transmitido por el mar, se produjo un tren de ondas de presión transmitido por la atmósfera a todo el planeta –un «meteotsunami»–, que produjo pequeñas variaciones del nivel del mar en puntos situados en las antípodas del volcán. En el Mediterráneo, por ejemplo, se registraron subidas del nivel del mar de hasta medio metro en las islas Baleares, mientras que en la costa valenciana la Agencia Estatal de Meteorología española registró un ascenso de 20 centímetros en localidades como Torrevieja o Torre de la Horadada.

## Consecuencias

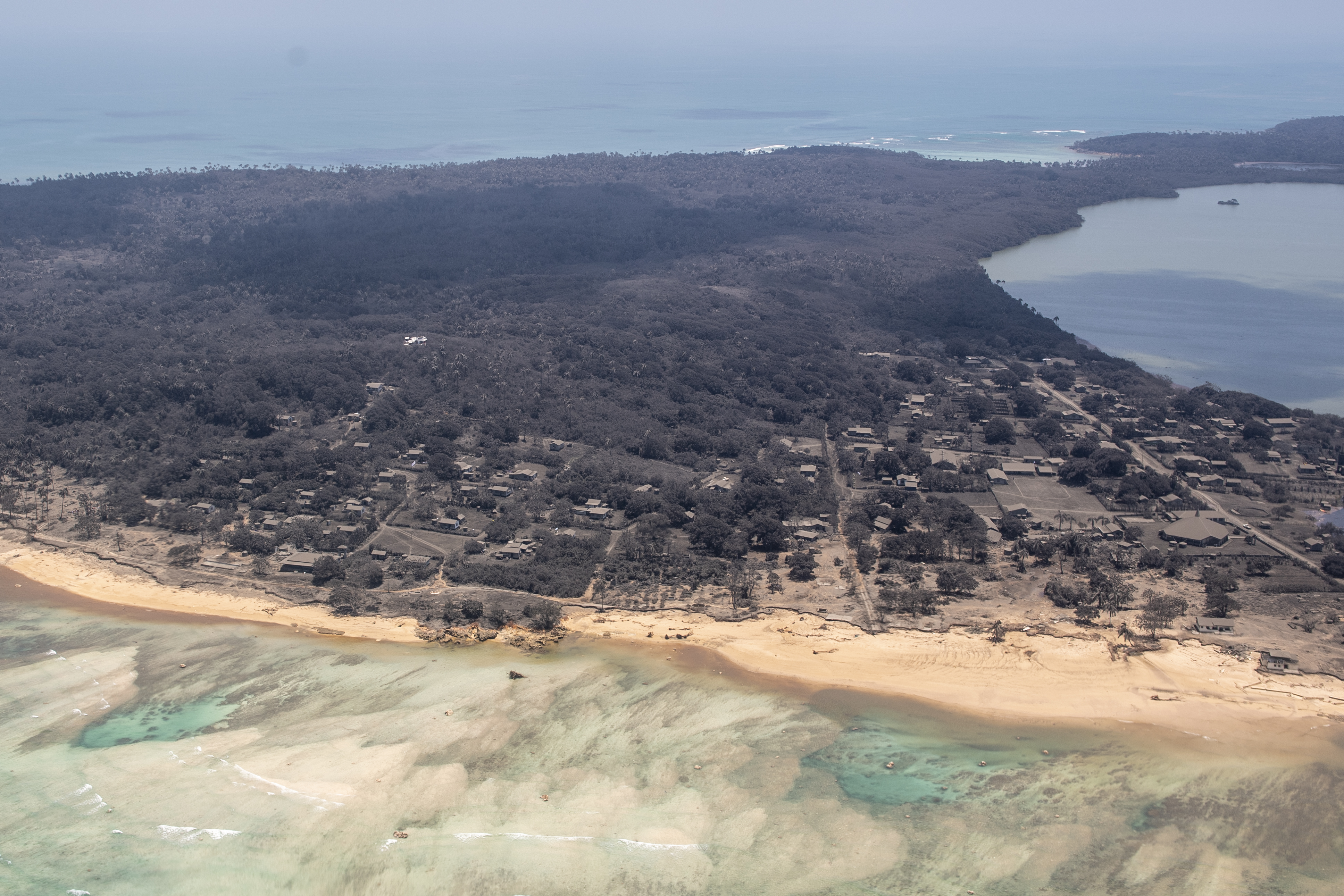
Un avión P-3K2 Orion de la Fuerza Aérea de Nueva Zelanda sobrevuela un área de Tonga que muestra la fuerte caída de cenizas de la erupción volcánica.

- Tonga: El cable submarino que da servicio de Internet a Tonga fue afectado, probablemente debido a los cortes de electricidad, y las autoridades intentan urgentemente restablecer las comunicaciones.[21][22] Atata, una pequeña isla frente a la capital, quedó sumergida y se están llevando a cabo operaciones de rescate. Se ha informado de que los residentes de Tonga tienen dificultades para respirar como consecuencia de la ceniza.[23] El gobierno tongano informó sobre un gran desastre en las infraestructuras y en el suministro de agua, así como 3 muertos: dos nacionales y una ciudadana británica.[24] Fotos compartidas por un residente en la isla de Lifuka, al noreste de Nukuʻalofa, mostraron daños menores en las comunidades de la isla y en un muelle. Los daños sugieren que la isla fue golpeada por olas más pequeñas. Las islas de 'Uiha y Ha'ano también sufrieron daños limitados por el tsunami. Varias fotografías mostraron escombros dejados por el tsunami esparcidos en una carretera y en pastizales.[25] Los propietarios del centro vacacional Ha'atafu Beach Resort escribieron en Facebook que su resort de playa, ubicado en el extremo norte de la isla de Tongatapu, quedó completamente destruido. Los empleados pudieron escapar. Agregaron que toda la costa occidental de la isla y el pueblo de Kanukupolu fueron destruidos.[26] La Oficina de Coordinación de Asuntos Humanitarios de las Naciones Unidas declaró que había preocupación por dos islas bajas en el grupo Ha'apai, Fonoi y Mango, ya que se había detectado una baliza de socorro en una de las islas (Fonoi tiene una población de 69 personas, mientras que Mango tiene 36 residentes).[27] Un vuelo de vigilancia confirmó "daños materiales sustanciales" en las dos islas; el gobierno de Tonga confirmó más tarde que todas las casas en Mango fueron destruidas.[28] El primer ministro, Siaosi Sovaleni declaró que se trató de "un desastre sin precedentes",[29] y declaró un Estado de Emergencia para todo el reino desde 16 de enero hasta el 13 de febrero.[30] Por su parte, el día 20, el rey Tupou VI se dirigió a la nación en un discurso en tongano, en el cual ofreció sus condolencias y oraciones por quienes fallecieron y sus familiares, y alentó a la población a reconstruir el país citando textos bíblicos y afirmando que "en tiempos de desastre, podemos enfrentar las dificultades si nos mantenemos unidos".[31]
- Fiyi: En Fiyi, la erupción provocó olas en Vanua Balavu, Kadavu, Gau y Taveuni. En el pueblo de Moce, en las islas Lau, el tsunami dañó severamente algunas casas en las playas. Los escombros se esparcieron por el pueblo y los botes fueron arrastrados tierra adentro.[32][33] Hubo daños considerables en las escuelas, la infraestructura y los barcos de pesca en las islas a causa del tsunami.[34]

- Chile: La Oficina Nacional de Emergencia decretó estado de alerta en varias regiones del país, ordenándose que quienes se encontraban en las proximidades de la costa evacuaran a sectores altos. Las olas de mayor amplitud asociadas al tsunami se registraron en las localidades nortinas de Chañaral, Coquimbo, Arica e Iquique, superiores al metro de altura.[35] En el sur del país, se registraron algunos daños en unos muelles en la isla del Rey en Valdivia.[36] Asimismo, el gobierno llamó a evacuar sectores costeros en los territorios pertenecientes al Chile insular, principalmente la isla de Pascua y el archipiélago Juan Fernández.[37]

- Ecuador: El Centro Nacional de Alerta de Tsunamis de Ecuador emitió una alerta de tsunami para toda la costa insular y continental del país mientras el Servicio Nacional de Gestión de Riesgos y Emergencias (SNGRE) activó las sirenas de alerta de tsunamis para la Isla Santa Cruz e Isla San Cristóbal en el Archipiélago de Galápagos y todas las demás ubicadas en toda la costa ecuatoriana continental en estado de advertencia de tsunami. En el mismo día el organismo recomendó suspender todas las actividades marítimas y de recreación en todo el borde costero continental e insular del país. Por otra parte, el Instituto Oceanográfico y Antártico de la Armada (INOCAR) indicó que "se habían registrado variaciones del mar en bahía Academia, Isla Santa Cruz (Archipiélago de Galápagos), de hasta 50 cm"[38][39][40]

- México: En las costas mexicanas de los estados de Guerrero, Oaxaca y la península de Baja California se reportó aumento del nivel del mar con olas de 0,30 metros (1 pie) a 0,61 metros (2 pies). En Manzanillo, Colima, se midió un nivel máximo de marea de 2.05 metros (6 pies 9 pulgadas), según el Servicio Mareográfico del Instituto de Geofísica de la Universidad Nacional Autónoma de México. El tsunami tuvo una amplitud de 1.19 metros en Zihuatanejo. Se registraron olas de poco menos de 1 metro en Acapulco, Huatulco y Salina Cruz.[41]
- Estados Unidos: En San Gregorio, California, cuatro pescadores fueron arrastrados al mar por el tsunami. Dos de ellos resultaron heridos y recibieron tratamiento médico, mientras que otros dos fueron rescatados e ilesos.[42] Los bomberos de San Francisco y la Guardia Costera rescataron al menos a tres surfistas.[43]
- Perú: Tras los fuertes oleajes registrados en la costa peruana, dos mujeres fallecieron en la playa Naylamp, Lambayeque, mientras viajaban en coche. Según los medios regionales, las mujeres tenían 46 y 23 años de edad. Eran tía y sobrina. La salida del mar también se ha registrado en otras zonas de la costa peruana. En Paracas, el tsunami afectó varios negocios y causó pánico entre los pobladores.[44] En Ventanilla, se produjo un derrame de petróleo tras el oleaje anómalo causado por la erupción.[45] Llegando a lugares distantes de Ventanilla como Aucallama[46] y Chancay.[47]

## Asistencia

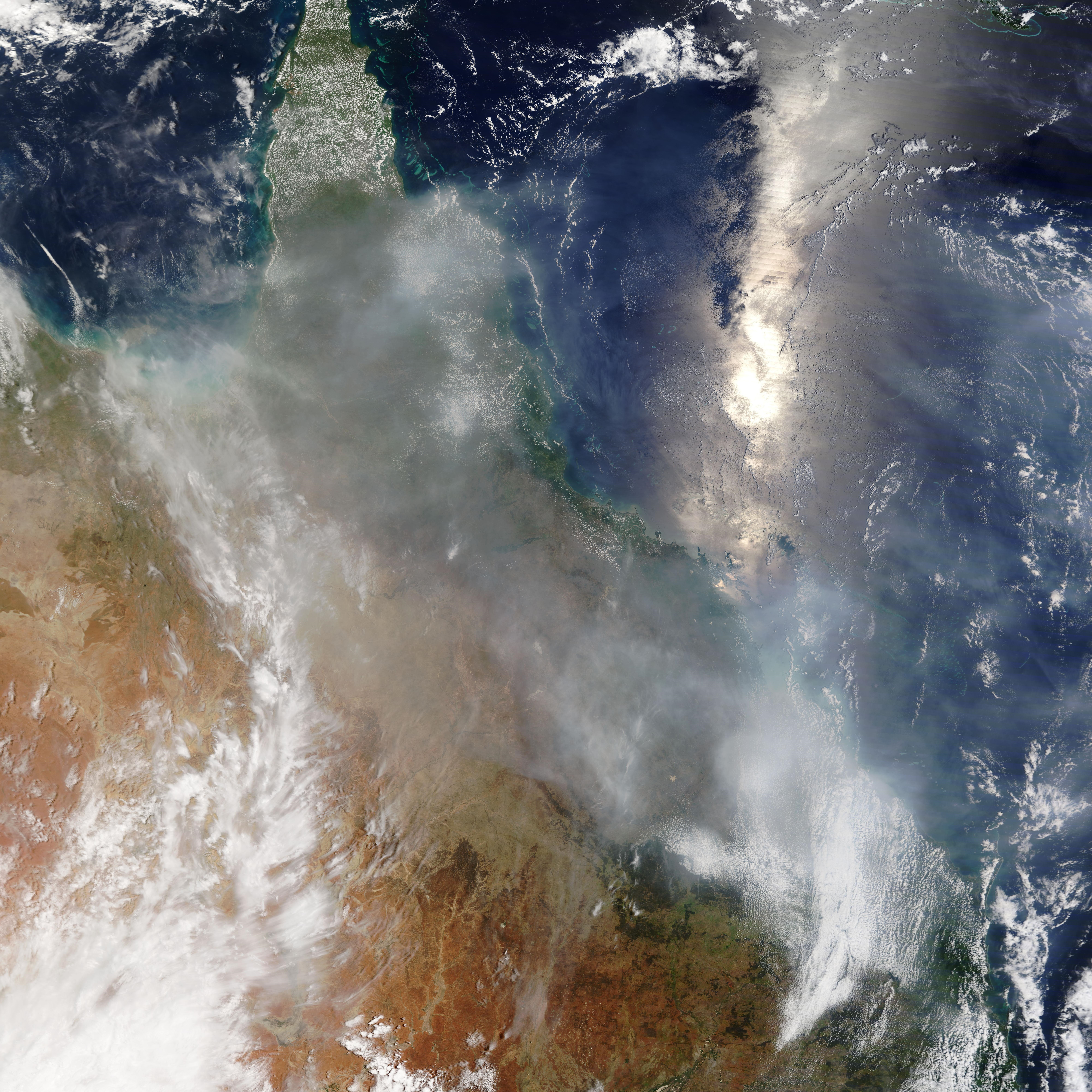
Ceniza volcánica de la erupción sobre Queensland, Australia, el 17 de enero de 2022.

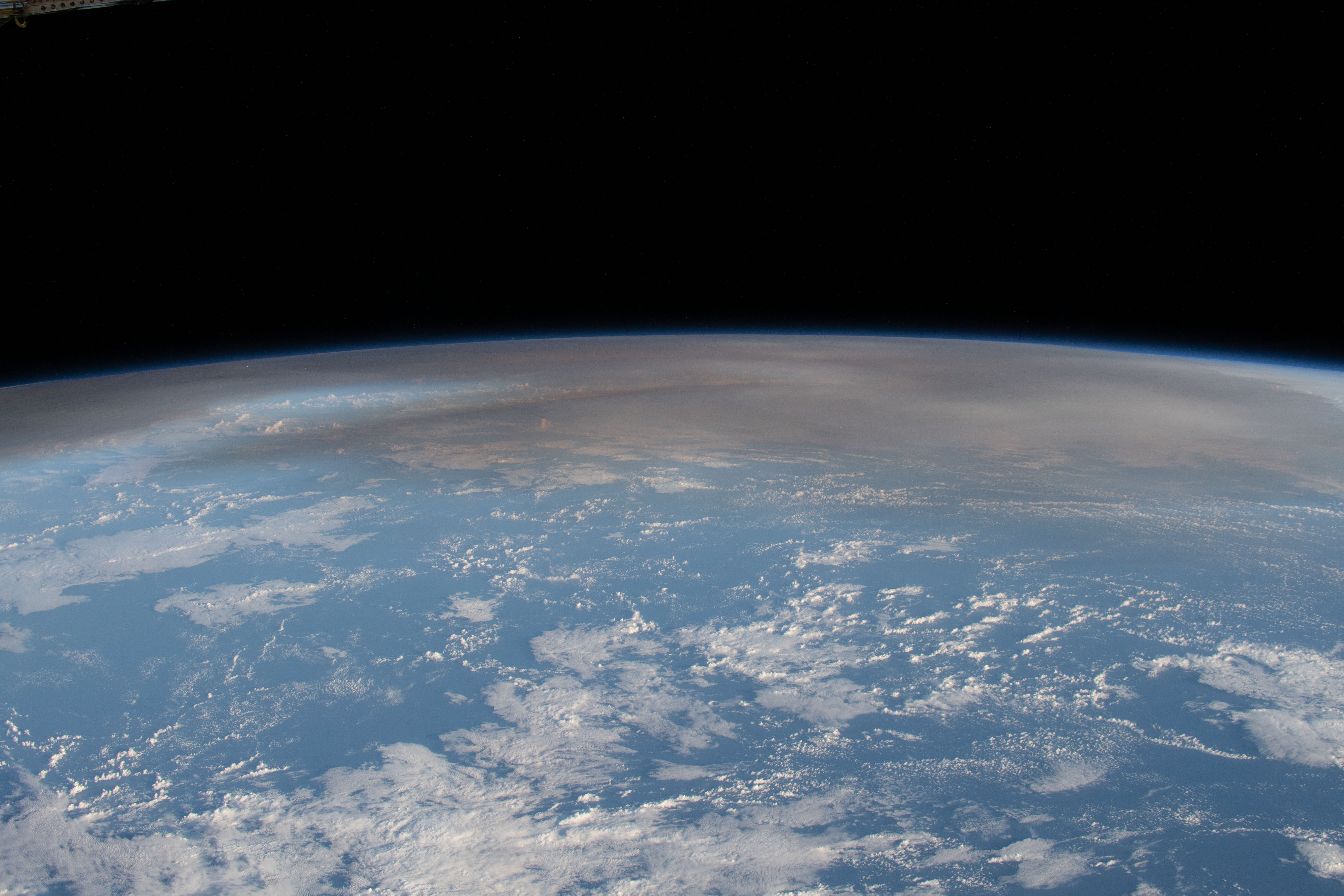
El penacho atmosférico de la erupción volcánica en la nación del Pacífico de Tonga se muestra desde la Estación Espacial Internacional mientras orbitaba a 433 km (269 millas) sobre el océano Pacífico al noroeste de Auckland, Nueva Zelanda.

El día después de la erupción, las embarcaciones VOEA Ngahau Koula (P301) y VOEA Ngahau Siliva de la Marina de Tonga fueron desplegados a Ha'apai trasladando un equipo médico, y algunos artículos de rescate, incluyendo agua, comida y carpas.
El 17 de enero de 2022, dos aviones de patrulla marítima Boeing P-8A Poseidon y un Lockheed C-130J Hercules de la Real Fuerza Aérea Australiana partieron a Tonga para evaluar los daños ocasionados. Los gobiernos de Australia y Nueva Zelanda también anunciaron que estaban coordinando su respuesta humanitaria con Francia y Estados Unidos. La asistencia de Francia se proporciona a través del mecanismo de ayuda humanitaria del acuerdo FRANZ con Australia y Nueva Zelanda. Australia anunciaría más tarde que el HMAS Adelaide se desplegaría en la zona afectada con agua potable y suministros humanitarios. El ministro de relaciones exteriores de Israel, Yair Lapid anunció que su país estaba explorando formas de brindar ayuda a Tonga a través de su agencia de cooperación Mashav, incluido el acceso a agua potable segura.
El presidente de la Asamblea Legislativa de Tonga, Fatafehi Fakafānua escribió en una publicación en las redes sociales que su país "necesita asistencia inmediata para proporcionar a sus ciudadanos agua potable y alimentos". El 18 de enero, los barcos HMNZS Wellington y HMNZS Aotearoa de las Fuerza de Defensa de Nueva Zelanda partieron desde Auckland; el primero transportaba equipo de inspección y un helicóptero, mientras que el segundo, 250 000 litros de agua potable y una planta de desalinización con capacidad de producir 70 000 litros. Dos días después, el gobierno neozelandés anunció que enviaría un tercer buque de guerra, el HMNZS Canterbury, con dos helicópteros NH90 para ayudar en las labores de auxilio. Asimismo, envió un avión Hércules C-130 de la Real Fuerza Aérea con kits de saneamiento e higiene y un equipo de purificación de agua, además de generadores y equipos para comunicaciones, bajo un estricto protocolo para evitar la transmisión de COVID-19.
La Sociedad de la Cruz Roja de Singapur prometió 50 000 dólares estadounidenses en ayuda y anunció un esfuerzo de recaudación de fondos para recaudar más ayuda para los damnificados. El 19 de enero, Japón anunció que proporcionaría más de un millón de dólares en ayuda, además de suministros; el subsecretario en jefe del Gabinete, Yoshihiko Isozaki declaró que el país cooperará estrechamente con Australia y Nueva Zelanda en los trabajos de restauración y reconstrucción. Un día más tarde, dos aviones Hércules C-130 de la Fuerza Aérea de Autodefensa de Japón partieron hacia Tonga, trasladando más de 5 toneladas de agua embotellada preparada. Por su parte, el abanderado olímpico de Tonga, Pita Taufatofua, que se hizo ampliamente conocido durante los Juegos Olímpicos de Río de Janeiro 2016, recaudó más de 330 000 dólares estadounidenses en ayuda para su país natal, luego de abrir un sitio web de recaudación de fondos GoFundMe.
El 20 de enero, el Banco Mundial anunció una financiación inicial de 8 millones de dólares estadounidenses para "apoyar la respuesta y la recuperación del Reino de Tonga", mientras que el Banco Asiático de Desarrollo otorgó 10 millones. El 25 de enero, el gobierno de la India proporcionó una suma de USD 200 000 "para apoyar los esfuerzos de socorro, rehabilitación y reconstrucción" en Tonga, que describió como un país "amigo cercano y socio en el marco del Foro de Cooperación India-Islas del Pacífico".
El 15 de febrero dos embarcaciones chinas llegaron a Nukualofa transportando más 1 300 toneladas de materiales, incluidas casas prefabricadas, tractores agrícolas, tiendas de campaña, y bombas de agua. El día 19 se dio a conocer la noticia de que el empresario espacial y fundador de Tesla, Elon Musk donó 50 terminales de satélites de apertura muy pequeña (VSAT) para ayudar a reconectar al país con el resto del mundo.

## Reacciones
- Australia: La ministra de Relaciones Exteriores de Australia, Marise Payne escribió en su cuenta de Twitter que sus pensamientos "estaban con la gente de Tonga", y que "Australia está lista para apoyar a nuestra familia del Pacífico".[72]
- China: El Ministerio de Asuntos Exteriores dijo que China está muy preocupada por la erupción volcánica frente a Tonga, los tsunamis, las cenizas volcánicas y otros desastres que provocó. "China y Tonga son socios estratégicos integrales. China expresa su profunda simpatía y sus sinceras condolencias a su pueblo y está dispuesta a proporcionar apoyo dentro de su capacidad a petición de Tonga", señaló el domingo el portavoz Wang Wenbin.[73] Asimismo, el portavoz Zhao Lijian reveló durante una rueda de prensa que la Sociedad de la Cruz Roja de China ha decidido proporcionar al país insular 100 000 dólares en efectivo.[74]
- Santa Sedeː El papa Francisco afirmó que está "espiritualmente cerca de todas las personas probadas, implorando de Dios el alivio por su sufrimiento", e hizo un llamado a rezar por los habitantes de las islas.[75]
- Franciaː El Ministerio de Asuntos Exteriores emitió un comunicado en el que expresaba "su solidaridad con el pueblo de Tonga", y aseguraba a las autoridades y al pueblo tongano "su amistad en este momento extremadamente difícil", además de que Francia "está lista para responder a las necesidades más apremiantes".[76]
- Nueva Zelanda: El gobierno neozelandés a través de su primera ministra, Jacinda Ardern, quien calificó a las erupciones como «muy preocupantes» y que todas las agencias estatales neozelandesas intentan mantener comunicaciones con el gobierno de Tonga.[77] Adicionalmente, se destinó un presupuesto inicial de 500 000 dólares estadounidenses para contribuir a reparar los daños producidos por el desastre natural.
- Reino Unidoː La reina Isabel II envió un mensaje de condolencias al rey Tupou VI en el que expresó que sus "pensamientos y oraciones están con la gente de Tonga, mientras trabajan juntos para recuperarse del daño causado".[78] La secretaria de Estado para el Comercio Internacional, Liz Truss escribió en su cuenta de Twitter que sus "pensamientos están con aquellos atrapados en la terrible devastación y pérdida de vidas".[79]